# 皇帝たちのフォルム
皇帝たちのフォルム（こうていたちのフォルム、ラテン語: Fora Imperatorum, イタリア語: Fori Imperiali）は、ローマ帝国時代のローマ中心部の地区の呼び名である。
それまで国の中心であったフォルム・ロマヌムが手狭になったため、北側に隣接した土地に新たな政治・経済・宗教の中心施設を造ることを目的に、ガイウス・ユリウス・カエサルが計画し、建設を始めた。紀元前46年から113年までの1世紀半の期間に、皇帝や指導者たちがフォルムを造った地区のことである。

## 主要施設一覧

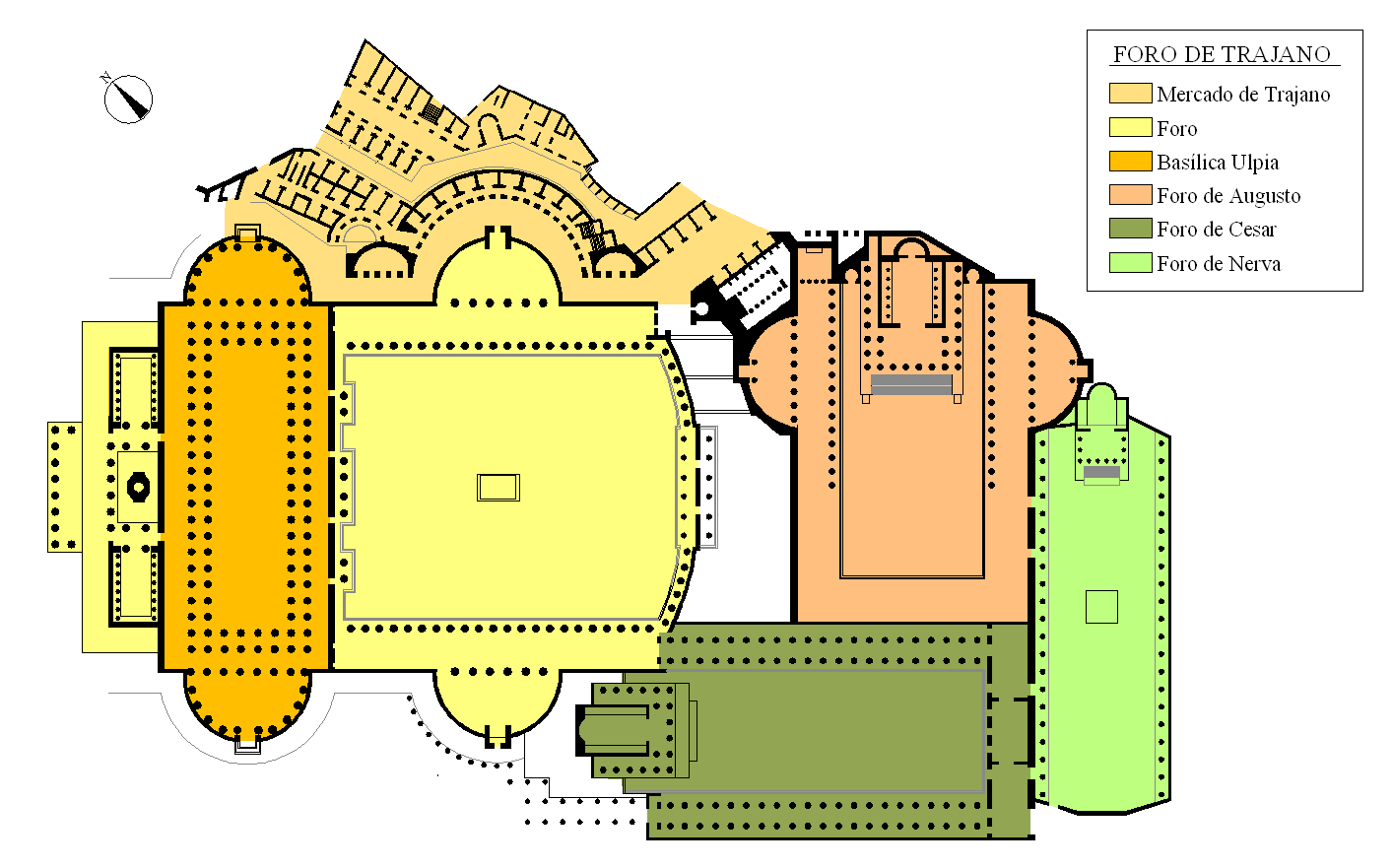
濃緑:カエサルのフォルム, 淡橙:アウグストゥスのフォルム, 黄緑:ネルウァのフォルム, 淡黄:トラヤヌスのフォルム, 橙色:バジリカ・ウルピア, 淡橙色:トラヤヌスの市場

- カエサルのフォルム
- アウグストゥスのフォルム
  - 軍神マルス神殿
- ウェスパシアヌスのフォルム（平和の神殿）
- ネルウァのフォルム
- トラヤヌスのフォルム
  - バジリカ・ウルピア
  - トラヤヌスの記念柱
  - トラヤヌスの市場